# Carrière de pierre de Mbalmayo
La carrière de pierre de Mbalmayo, située dans la région du Centre au Cameroun, est une source importante de matériaux de construction pour la ville de Yaoundé et ses environs. Son exploitation remonte à l'époque coloniale et a connu un essor important ces dernières années, stimulée par la croissance du secteur du BTP. 
La carrière s'étend sur plusieurs hectares et est constituée de gisements de roches et de sable. 
Les roches sont broyées pour produire du gravier et des cailloux, tandis que le sable est utilisé dans la construction et l'industrie.

## Histoire
La carrière de pierre de Mbalmayo est située dans la commune de Mbalmayo, département du Nyong et So’o, région du Centre au Cameroun. Son exploitation remonte à l'époque coloniale, alimentant principalement les besoins en matériaux de construction de la ville de Yaoundé, située à environ 50 km.

## Tourisme
La carrière de pierre de Mbalmayo n'est pas un site touristique en soi. Cependant, elle offre un aperçu intéressant de l'activité minière et de son importance pour l'économie locale. Les visiteurs peuvent observer les opérations d'extraction et de traitement des matériaux, et en apprendre davantage sur les différents types de roches et de minerais présents dans la région.